# Suzy Batkovic-Brown
Suzy Batkovic-Brown (* 17. Dezember 1980 in Lambton) ist eine australische Basketballspielerin. 2006 und 2009 spielte sie für Seattle Storm in der Women’s National Basketball Association.

## Karriere
Batkovic-Brown wurde im WNBA Draft 2003 in der zweiten Runde an der insgesamt 22. Stelle von den Seattle Storm ausgewählt. Jedoch wagte sie erst nach den Olympischen Spielen 2004 in Athen, wo sie mit der australischen Basketballnationalmannschaft die Silber-Medaille gewann, den Sprung in die WNBA. In der Saison 2005 stand sie in 29 von 34 Spielen für die Storm auf dem Feld. Sie erzielte bei einer durchschnittlichen Spielzeit von 16 Minuten pro Spiel 6,9 Punkte und 3,2 Rebounds pro Spiel. Nach ihrer Rookie-Saison legte sie ihre WNBA-Karriere vorerst auf Eis und entschloss sich dazu im Sommer in Australien zu pausieren und über den Winter für Mannschaften in Europa zu spielen. Nach den Olympischen Spielen 2008 in Peking, wo sie erneut Silber gewann, entschied sie sich wieder in der WNBA zu spielen. In der Saison 2009 spielte sie wie 2005 für Seattle Storm spielen. Nach jedoch erneut nur einem Jahr verließ sie die WNBA erneut und spielte für Mannschaften in ihrer Heimat Australien.
So spielte sie von 2009 bis 2010 bei den Sydney Uni Flames, bevor sie für 2 Jahre zu den Canberra Capitals wechselte. Nach dem Wechsel 2011 zu Adelaide Lightning gehörte sie bei den Olympischen Sommerspielen 2012 in London erneut der australischen Mannschaft an. Im Spiel um Platz drei gewann die Mannschaft die Bronzemedaille nach einem 83:74 über Russland. 2013 wechselte Batkovic-Brown zurück zu Townsville Fire, wo sie bereits von 2001 bis 2002 gespielt hat.